# Фенвік Вільямс
Генерал сер Вільям Фенвік Вільямс, 1-й баронет (нар. 4 грудня 1800 – пом. 26 липня 1883) — новошотландський воєначальник британців вікторіанської епохи.
Вільямса запам'ятали участю в обороні міста Карс під час Кримської війни. Він разом з іншими британськими офіцерами надихнув турецьких солдатів відбивати російські атаки генерала Муравйова. Проте вони змушені були здатися, Вільямса ув'язнили у Рязані, після звільнення його представили царю Олександру II.
Вільямс отримав багато відзнак, у 1865—1867 роках його призначили першим лейтенант-губернатором Нової Шотландії, де він народився.

## Раннє життя
Він народився в Аннаполіс-Роял, Нова Шотландія, став другим сином генерал-комісара Томаса Вільямса, казармейстера в Галіфаксі, Нова Шотландія, Канада. Проте, за чутками, він — рідний син Едуарда Августа, герцога Кентського; це означає, що можливо, королева Вікторія його зведена сестра. Вільямс ніколи не заперечував це, але це не вважається правдою.

## Кар'єра
Вільямс здобув освіту в Королівській військовій академії в Вулвічі. У 1825 році він вступив до Королівського полку артилерії в чині другого лейтенанта. Він надавав послуги Туреччині у 1841 році, його найняли капітаном в арсенал у Константинополі. Він був британським комісаром на конференціях, які передували Ерзурумській угоді у 1847 році, а також у врегулюванні османсько-іранського кордону у 1848 році. Він отримав орден Лазні у 1852 році.

### Кримська війна

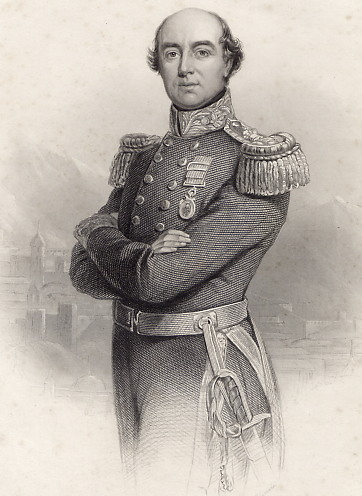
Сер Вільям Фенвік Вільямс, 1-й баронет (1853)

Підвищений у званні до полковника, він був британським комісаром турецької армії в Анатолії під час Кримської війни 1854—1856 років, а отримавши звання паші (генерал/губернатор/лорд) зі ступенем ферика (генерал-майора), командував турецькими військами при обороні Карса під час Кримської війни. Він разом з іншими британськими офіцерами надихнув погано оснащених турецьких солдатів відбивати російські атаки генерала Муравйова на обложене місто протягом трьох місяців, спричинивши 6000 втрат росіян. Вони здалися через голод, хвороби та нестачу боєприпасів. Однак на своїх умовах, при цьому офіцерам дозволили залишити мечі. Вільямса ув'язнили у Рязані, але до нього ставилися дуже добре, і його звільнили наприкінці Кримської війни у 1856 році. Перед поверненням додому його представили царю Олександру II.
Вільямс так знатно захищав місто, що Муравйов заявив: «Генерал Вільямс, ви зробили собі ім'я в історії, нащадки будуть дивуватися витривалості, мужності та дисципліні, які облога пробудила в залишках війська».
Він отримав титул баронета з довічною пенсією, орден Лазні (лицар), великий хрест ордена Почесного легіону та орден Меджида, почесне звання за свободу Лондона з мечем і почесний ступінь доктора з цивільного права Оксфордського університету.

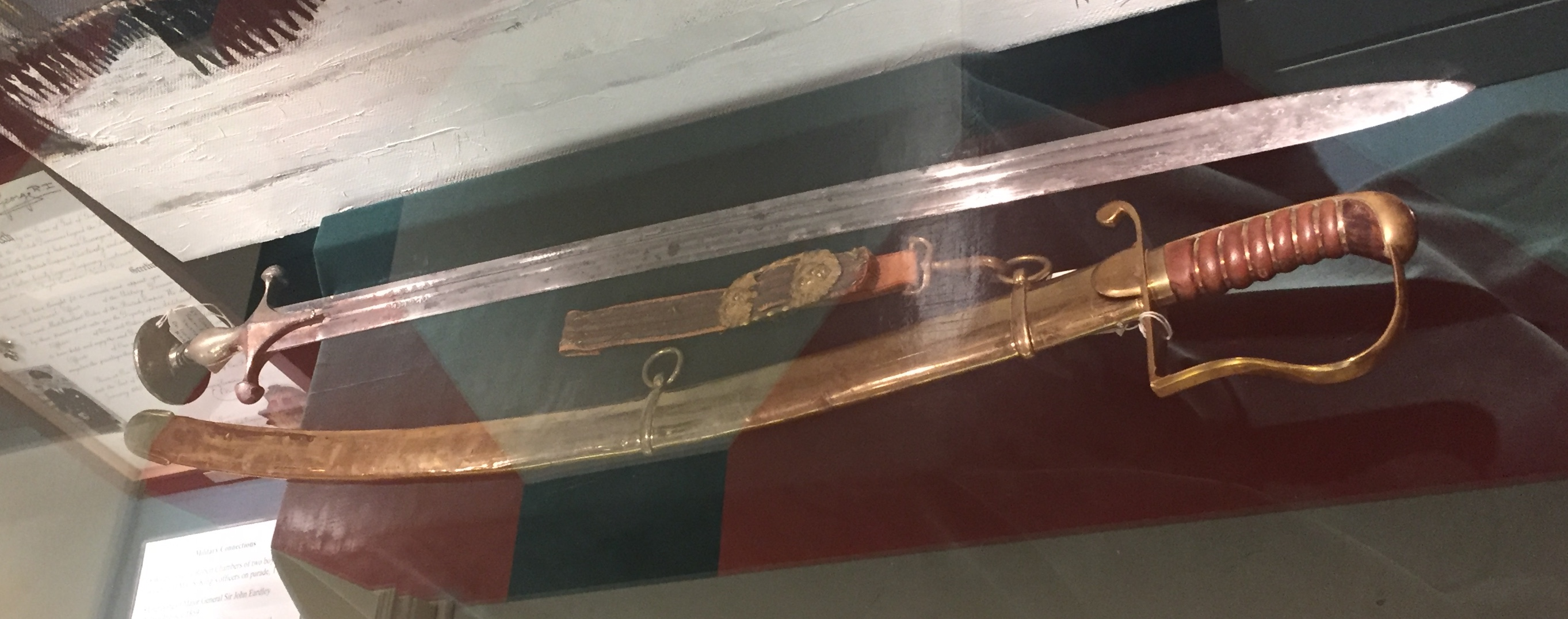
Меч Джона Ердлі Інгліса (вгорі) Меч сера Вільяма Вільямса (внизу), Університет Королівського коледжу, бібліотека, Галіфакс, Нова Шотландія

Підвищений до генерал-майора у листопаді 1855 року після повернення з російського полону, він очолював Вулвіч і представляв район Калн у парламенті з 1856 по 1859 рік. Напередодні громадянської війни в США, з 1859 по 1864 рік, він обіймав посаду головнокомандувача Північною Америкою та відповідав за підготовку до війни зі США у випадку розриву відносин. Найбільше загострення відносин відбулося під час інциденту з судном «Трент». У 1864 році він отримав звання генерал-лейтенанта та його призначили шефом полку Королівської артилерії.

## Губернаторство

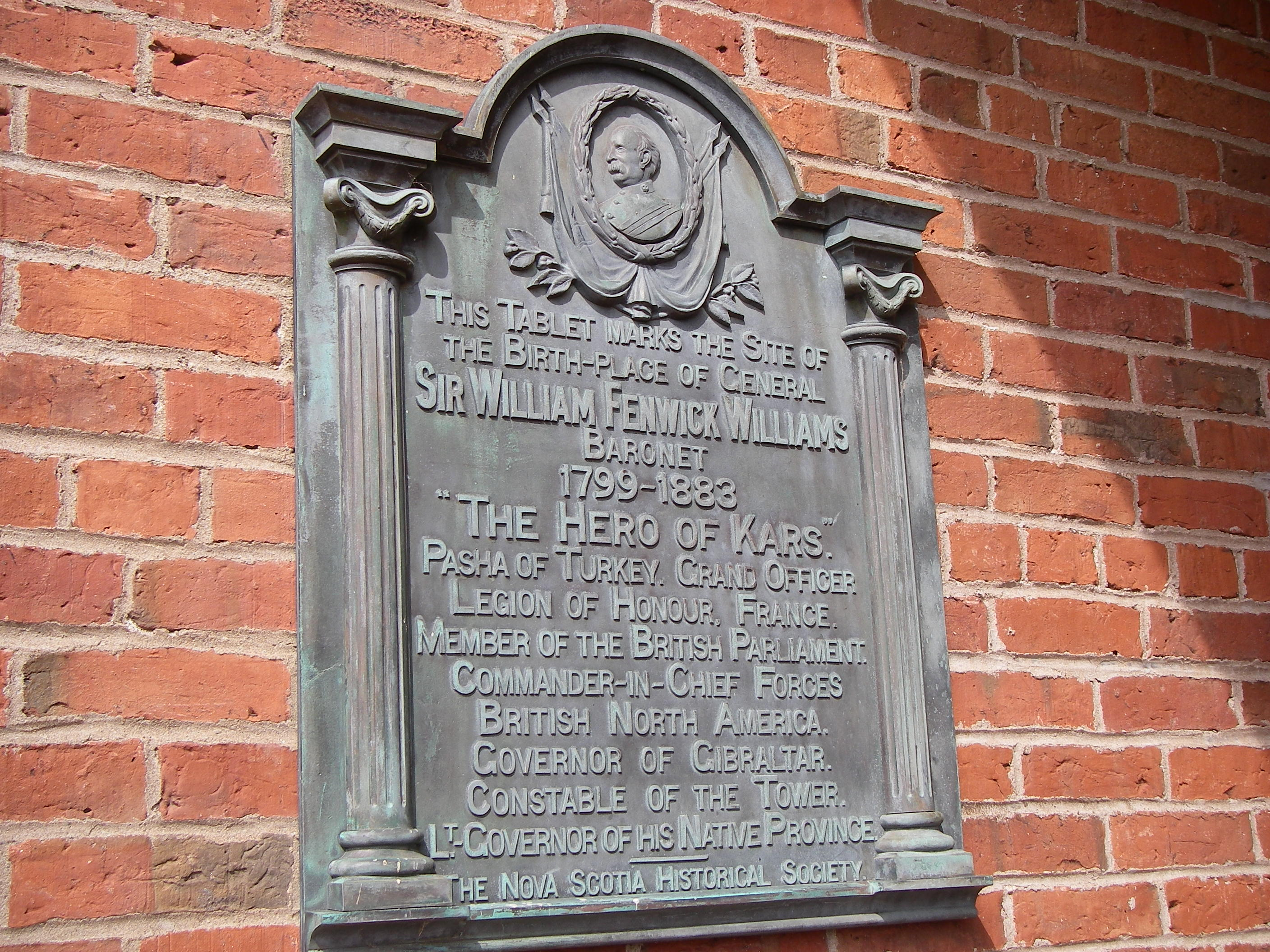
Меморіальна дошка на честь сера Вільяма Фенвіка Вільямса, Аннаполіс-Роял, Нова Шотландія

Він обіймав посаду губернатора Нової Шотландії з 1865 по 1867 рік. Після Канадської конфедерації у 1867 році Вільямс продовжував обіймати посаду першого лейтенанта-губернатора Нової Шотландії та губернатора Гібралтару з вересня 1870 по 1876 рік. У 1871 році він став лицарем ордена Лазні, у 1881 році — констеблем Тауера.

## Подальше життя

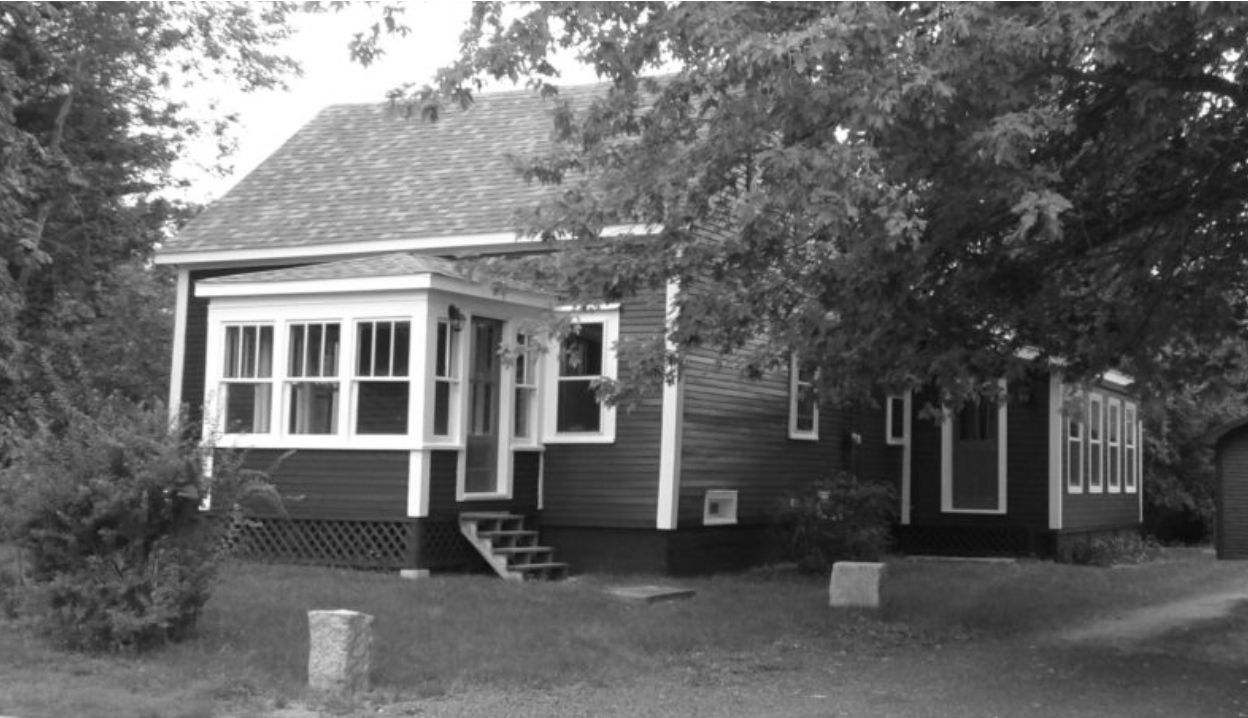
Місце народження Вільямса, 62 Chapel Street, Аннаполіс Роял, Нова Шотландія

Він помер у готелі на Пел-Мел 26 липня 1883 року. Його поховали на Бромптонському цвинтарі. Вільям Гаш створив його портрет для Будинку парламенту в Галіфаксі, Нова Шотландія, який донині висить у Будинку провінції, Галіфакс.

## Спадщина
- тезка Карсдейла, Нова Шотландія
- Село Порт-Вільямс, Нова Шотландія, названо на його честь.
- Село Карс, Онтаріо
- Карс Стріт, Порт Вільямс, Нова Шотландія
- Фенвік-стріт, Галіфакс
- Башта Фенвік (Галіфакс)
- Дошка на честь місця народження, Аннаполіс Роял, Нова Шотландія